# 菲尔·戈夫
菲尔·戈夫（英語：Phil Goff, 1953年6月22日—），出生于纽西兰奥克兰市。后就读于奥克兰大学政治学院，后获得文学硕士学位。
1968年至1974年期间，曾于一件冷藏工厂当冷藏工人。
1975年至1979年期间，于母校奥克兰大学担任讲师。
1991年至1993年期间，在奥克兰理工学院担任高级讲师。

## 工党时期
1969年加入纽西兰工党，并先后在多个党内部门从事行政工作。
1975年至1977年，菲尔·戈夫任职于纽西兰工党青年咨询委员会并担任该委员会主席职务。
1977年至1978年，为工党纽西兰委员会代表。
1980年至1981年作为组织者参与纽西兰保险业公会。
1981年，作为纽西兰工党Mt. Roskill国会议员候选人并成功当选国会议员。
1984年至1990年，菲尔·戈夫作为当时的工党政府成员，相继擔任住房部长、环境部长、就业部长、旅游部长、青年事务部长、教育部长等职。
1990年，工党国会选举失利，退出政府。
1993年，与新一届国内大选中再次当选Mt. Roskill选區国会议员。
1996年，当选New Lyn选区国会议员，同时担任纽西兰国家党政府时期的反对党纽西兰工党在国会的司法、法庭和矫正事务发言人。
1999年至2002年，两次连续当选Mt. Roskill选区国会议员，任外交贸易部长和司法部长。
2005年9月17日，在當年的纽西兰国会大选中，同样在Mt. Roskill选区，菲尔·戈夫获得了总共32931张选票当中的19,476，以领先第二名纽西兰国家党候选人Jackie Blue9095张选票和行动党华裔候选人的王小选1882张选票，再次轻松当选国会议员，并出任纽西兰工党政府的内阁国防部长职务至2008年11月。
菲尔·戈夫目前为救助残障儿童社团、纽西兰青年信托和地方体育俱乐部的赞助人。
菲尔·戈夫已婚，有三个子女。

## 外部連結
- 本届纽西兰工党政府内的关于菲尔·戈夫的网页